# Canadian Open 2015 - Qualificazioni singolare maschile
Le qualificazioni del singolare maschile del Canadian Open 2014 sono state un torneo di tennis preliminare per accedere alla fase finale della manifestazione. I vincitori dell'ultimo turno sono entrati di diritto nel tabellone principale. In caso di ritiro di uno o più giocatori aventi diritto a questi sono subentrati i lucky loser, ossia i giocatori che hanno perso nell'ultimo turno ma che avevano una classifica più alta rispetto agli altri partecipanti che avevano comunque perso nel turno finale.

## Teste di serie
1. Nicolas Mahut (ultimo turno, Lucky loser)
2. Thanasi Kokkinakis (primo turno)
3. Aleksandr Dolhopolov (qualificato)
4. Donald Young (qualificato)
5. Lu Yen-hsun (qualificato)
6. Chung Hyeon (qualificato)
7. Denis Kudla (qualificato)

1. Tim Smyczek (primo turno)
2. Ernests Gulbis (qualificato)
3. Rajeev Ram (ultimo turno)
4. James Duckworth (ultimo turno)
5. Ruben Bemelmans (primo turno)
6. Mikhail Youzhny (qualificato)
7. James Ward (primo turno)

## Qualificati
1. Ernests Gulbis
2. Mikhail Youzhny
3. Aleksandr Dolhopolov
4. Donald Young

1. Lu Yen-hsun
2. Chung Hyeon
3. Denis Kudla

### Lucky Loser
1. Nicolas Mahut

## Tabellone

### Legenda
| - Q = Qualificato - WC = Wild card - LL = Lucky loser | - ALT = Alternate - SE = Special Exempt - PR = Protected Ranking | - w/o = Walkover - r = Ritirato - d = Squalificato |

### Sezione 1
|  | Primo turno | Primo turno    | Primo turno    | Primo turno | Primo turno |  |  | Ultimo turno | Ultimo turno   | Ultimo turno | Ultimo turno | Ultimo turno |  |
|  |             |                |                |             |             |  |  |              |                |              |              |              |  |
|  | 1           | Nicolas Mahut  | Nicolas Mahut  | 6           | 7           |  |  |              |                |              |              |              |  |
|  | Alt         | Isade Juneau   | Isade Juneau   | 1           | 5           |  |  | 1            | Nicolas Mahut  | 7            | 5            | 3            |  |
|  |             | Blaž Rola      | Blaž Rola      | 4           | 3           |  |  | 9/WC         | Ernests Gulbis | 67           | 7            | 6            |  |
|  | 9/WC        | Ernests Gulbis | Ernests Gulbis | 6           | 6           |  |  |              |                |              |              |              |  |

### Sezione 2
|  | Primo turno | Primo turno           | Primo turno        | Primo turno | Primo turno |  |  | Ultimo turno | Ultimo turno          | Ultimo turno          | Ultimo turno | Ultimo turno |  |
|  |             |                       |                    |             |             |  |  |              |                       |                       |              |              |  |
|  | 2           | Thanasi Kokkinakis    | 5                  | 7           | 65          |  |  |              |                       |                       |              |              |  |
|  | Alt         | Pierre-Hugues Herbert | 7                  | 64          | 7           |  |  | Alt          | Pierre-Hugues Herbert | Pierre-Hugues Herbert | 4            | 3            |  |
|  |             | John-Patrick Smith    | John-Patrick Smith | 1           | 6           |  |  | 13           | Mikhail Youzhny       | Mikhail Youzhny       | 6            | 6            |  |
|  | 13          | Mikhail Youzhny       | Mikhail Youzhny    | 6           | 7           |  |  |              |                       |                       |              |              |  |

### Sezione 3
|  | Primo turno | Primo turno          | Primo turno     | Primo turno | Primo turno |  |  | Ultimo turno | Ultimo turno         | Ultimo turno | Ultimo turno | Ultimo turno |  |
|  |             |                      |                 |             |             |  |  |              |                      |              |              |              |  |
|  | 3           | Aleksandr Dolhopolov | 6               | 3           | 7           |  |  |              |                      |              |              |              |  |
|  |             | Dudi Sela            | 2               | 6           | 62          |  |  | 3            | Aleksandr Dolhopolov | 65           | 6            | 6            |  |
|  |             | Alejandro Falla      | Alejandro Falla | 6           | 6           |  |  |              | Alejandro Falla      | 7            | 3            | 3            |  |
|  | 14          | James Ward           | James Ward      | 2           | 4           |  |  |              |                      |              |              |              |  |

### Sezione 4
|  | Primo turno | Primo turno            | Primo turno    | Primo turno | Primo turno |  |  | Ultimo turno | Ultimo turno | Ultimo turno | Ultimo turno | Ultimo turno |  |
|  |             |                        |                |             |             |  |  |              |              |              |              |              |  |
|  | 4           | Donald Young           | 2              | 6           | 6           |  |  |              |              |              |              |              |  |
|  | Alt         | Édouard Roger-Vasselin | 6              | 3           | 3           |  |  | 4            | Donald Young | Donald Young | 6            | 6            |  |
|  | WC          | Peter Polansky         | Peter Polansky | 64          | 65          |  |  | 10           | Rajeev Ram   | Rajeev Ram   | 3            | 1            |  |
|  | 10          | Rajeev Ram             | Rajeev Ram     | 7           | 7           |  |  |              |              |              |              |              |  |

### Sezione 5
|  | Primo turno | Primo turno     | Primo turno     | Primo turno | Primo turno |  |  | Ultimo turno | Ultimo turno   | Ultimo turno   | Ultimo turno | Ultimo turno |  |
|  |             |                 |                 |             |             |  |  |              |                |                |              |              |  |
|  | 5           | Lu Yen-hsun     | Lu Yen-hsun     | 6           | 6           |  |  |              |                |                |              |              |  |
|  | WC          | David Volfson   | David Volfson   | 1           | 1           |  |  | 5            | Lu Yen-hsun    | Lu Yen-hsun    | 6            | 6            |  |
|  | WC          | Brayden Schnur  | Brayden Schnur  | 6           | 6           |  |  | WC           | Brayden Schnur | Brayden Schnur | 0            | 1            |  |
|  | 12          | Ruben Bemelmans | Ruben Bemelmans | 4           | 3           |  |  |              |                |                |              |              |  |

### Sezione 6
|  | Primo turno | Primo turno        | Primo turno        | Primo turno | Primo turno |  |  | Ultimo turno | Ultimo turno       | Ultimo turno       | Ultimo turno | Ultimo turno |  |
|  |             |                    |                    |             |             |  |  |              |                    |                    |              |              |  |
|  | 6           | Chung Hyeon        | Chung Hyeon        | 6           | 6           |  |  |              |                    |                    |              |              |  |
|  | Alt         | Kelsey Stevenson   | Kelsey Stevenson   | 2           | 1           |  |  | 6            | Chung Hyeon        | Chung Hyeon        | 6            | 6            |  |
|  |             | Alejandro González | Alejandro González | 6           | 7           |  |  |              | Alejandro González | Alejandro González | 2            | 1            |  |
|  | 8           | Tim Smyczek        | Tim Smyczek        | 2           | 5           |  |  |              |                    |                    |              |              |  |

### Sezione 7
|  | Primo turno | Primo turno     | Primo turno     | Primo turno | Primo turno |  |  | Ultimo turno | Ultimo turno     | Ultimo turno     | Ultimo turno | Ultimo turno |  |
|  |             |                 |                 |             |             |  |  |              |                  |                  |              |              |  |
|  | 7           | Denis Kudla     | Denis Kudla     | 6           | 6           |  |  |              |                  |                  |              |              |  |
|  |             | Ryan Harrison   | Ryan Harrison   | 4           | 2           |  |  | 7            | Denis Kudla      | Denis Kudla      | 6            | 6            |  |
|  |             | Illja Marčenko  | Illja Marčenko  | 3           | 5           |  |  | 11           | James Duckworthh | James Duckworthh | 4            | 1            |  |
|  | 11          | James Duckworth | James Duckworth | 6           | 7           |  |  |              |                  |                  |              |              |  |